# Tryin' to Get Over You
Tryin' to Get Over You è un singolo discografico del musicista statunitense Vince Gill, pubblicato nel 1994 ed estratto dall'album I Still Believe in You.

## Tracce
- 7"

1. Tryin' to Get Over You
2. Nothing Like a Woman (B-side)

## Video
Il videoclip della canzone è stato diretto da John Lloyd Miller ed è in bianco e nero.